# Zabrze
Zabrze [ˈzabʒɛ] (von 1915 bis 1945 Hindenburg O.S.) ist eine oberschlesische Großstadt in der Woiwodschaft Schlesien im südlichen Polen rund 150 km südöstlich von Breslau und etwa 90 km nordwestlich von Krakau und ein bedeutendes Zentrum des Oberschlesischen Industriegebietes (Bergbau, Maschinen- und Eisenindustrie).

## Geographie

### Geographische Lage
Zabrze grenzt an die Städte Gliwice (Gleiwitz), Bytom (Beuthen O.S.) und Ruda Śląska (Ruda) sowie an die Landkreise (Powiat) Gliwicki und Tarnogórski.

### Stadtgliederung
Die Stadt Zabrze umfasst eine Fläche von 80,4 km² mit 21 Stadtteilen:
- Biskupice (Biskupitz-Borsigwerk)
- Centrum Północ (Zentrum Nord)
- Centrum Południe (Zentrum Süd)
- Grzybowice (Pilzendorf)
- Helenka (Helenenhof)
- Kończyce (Kunzendorf)
- Maciejów (Mathesdorf)
- Makoszowy (Makoschau)
- Mikulczyce (Mikultschütz; 1936–45: Klausberg O.S.)
- Osiedle Janek (übersetzt: Siedlung Janek, Neubau nach 1945)
- Osiedle Mikołaja Kopernika (übersetzt: Nikolaus-Kopernikus-Siedlung, Neubau nach 1945)
- Osiedle Młodego Górnika (übersetzt: Jungbergmann-Siedlung, Neubau nach 1945)
- Osiedle Tadeusza Kotarbińskiego (übersetzt: Thadeus Kotarbinski-Siedlung)
- Pawłów (Paulsdorf)
- Rokitnica (Rokittnitz; 1936–45: Martinau)
- Zaborze Północ (Zaborze-Poremba Nord)
- Zaborze Południe (Zaborze-Poremba Süd)

## Geschichte

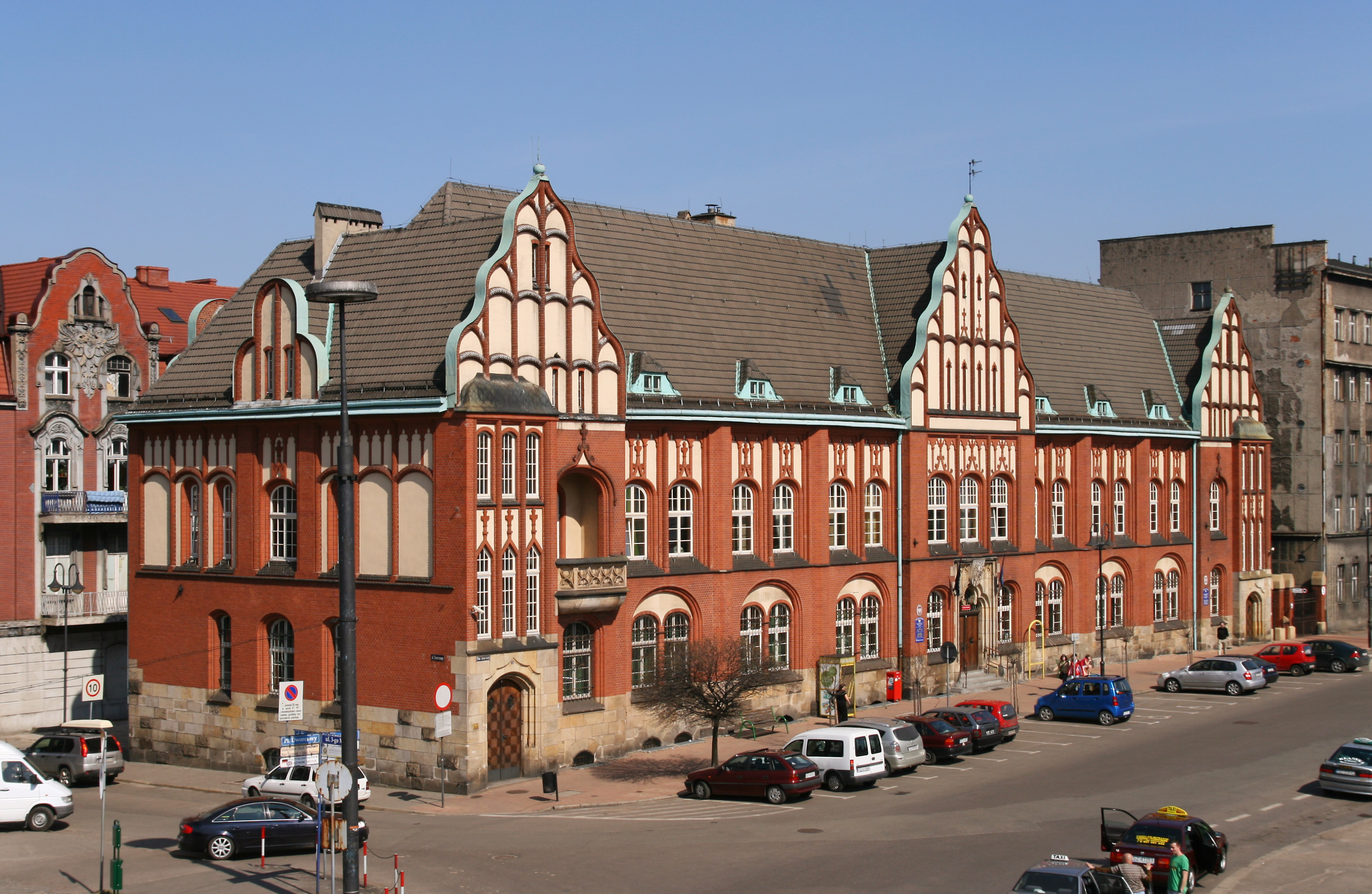
Postamt

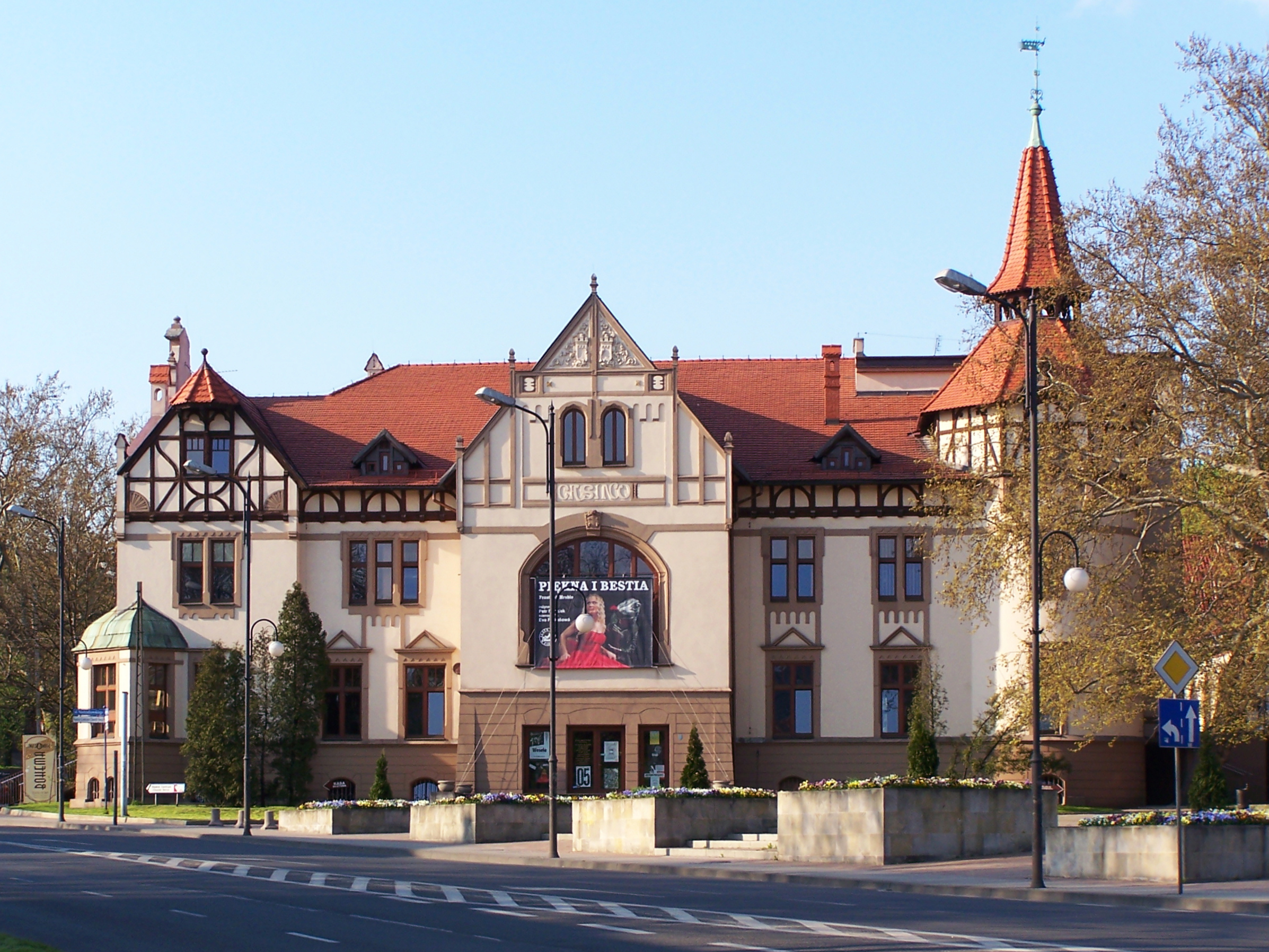
Das „Teatr Nowy“ (Neues Theater) im Gebäude des ehemaligen Kasinos der Donnersmarckhütte

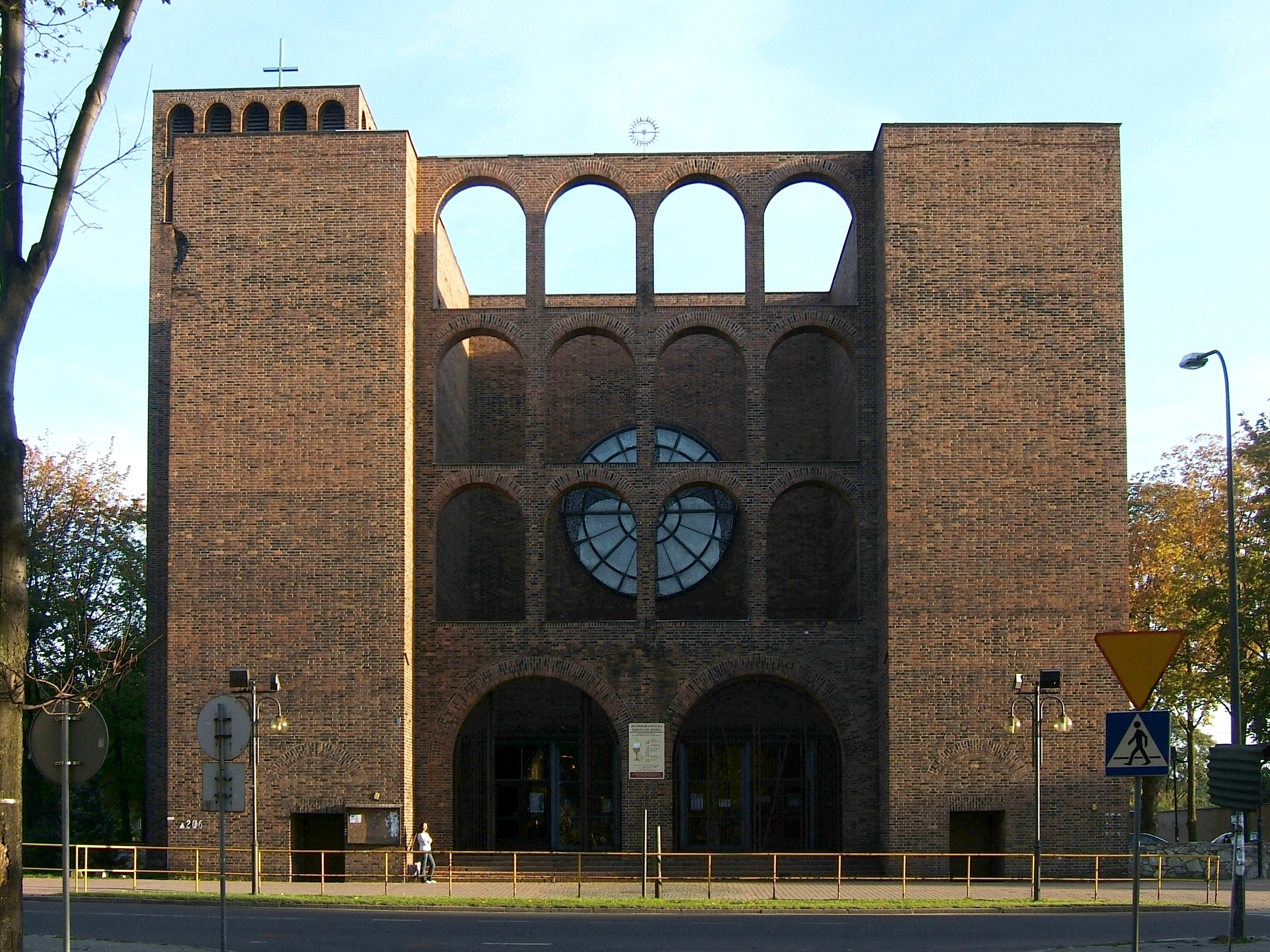
Josefskirche

Erstmals erwähnt wurde die eigenständige kleine Siedlung Zabrze (später Alt-Zabrze) in den Jahren 1295 bis 1305 als „Sadbre sive Cunczindorf“ (d. h. Sabre oder Cunczindorf = das Dorf des Cunzen bzw. des Conrads) und befand sich danach unter böhmischer, habsburgischer und preußischer Herrschaft. Die älteste Siedlung innerhalb des jetzigen Stadtgebietes ist Biskupitz (1243). 1774 wurde Dorotheendorf gegründet, 1775 Klein-Zabrze.
Im Jahre 1873 wurde in der Landgemeinde Alt-Zabrze das Landratsamt für den neuen Kreis Zabrze eingerichtet. Dieser war aus dem südwestlichen Teil des Kreises Beuthen im Regierungsbezirk Oppeln der preußischen Provinz Schlesien entstanden. Die Aufteilung des Kreises Beuthen war wegen der stark gestiegenen Einwohnerzahlen infolge der Industrialisierung notwendig geworden.
Am 1. April 1905 wurden die Gemeinden Alt-Zabrze, Klein-Zabrze und Dorotheendorf sowie der Gutsbezirk Zabrze zur neuen Gemeinde Zabrze zusammengefasst sowie die Kolonie C von Zaborze eingemeindet.
Die Landgemeinde Zabrze wurde am 21. Februar 1915 auf Beschluss des Landkreises und mit diesem zu Ehren des Generalfeldmarschalls Paul von Hindenburg in „Hindenburg O.S.“ (O.S. = Oberschlesien) umbenannt. Nach Auflösung der Provinz Schlesien im November 1919 wurde aus dem Regierungsbezirk Oppeln die eigenständige Provinz Oberschlesien. Hindenburg O.S. gehörte fortan zur Provinz Oberschlesien.
Zum 1. Oktober 1922 wurde der Landgemeinde Hindenburg O.S. (dem damaligen „größten Dorf Europas“) das Stadtrecht gemäß der Städte-Ordnung für die sechs östlichen Provinzen der preußischen Monarchie vom 30. Mai 1853 verliehen. Am 1. Januar 1927 wurde der Kreis Hindenburg O.S. aufgelöst. Die Landgemeinde und der Gutsbezirk Sosnitza wurden nach Gleiwitz eingemeindet, während die Landgemeinden Biskupitz, Mathesdorf und Zaborze in die Stadt Hindenburg O.S. eingegliedert wurden, die seitdem einen eigenen Stadtkreis bildete. Erster Oberbürgermeister der Stadt Hindenburg O.S. wurde der Zentrums-Politiker Hans Lukaschek.
Am 1. April 1938 wurden die bisherigen preußischen Provinzen Niederschlesien und Oberschlesien wieder zur Provinz Schlesien zusammengefasst, danach am 18. Januar 1941 als Gaue wieder in Ober- und Niederschlesien aufgeteilt. Hindenburg O.S. wurde aus dem Regierungsbezirk Oppeln ausgegliedert und dem Regierungsbezirk Kattowitz unterstellt.
Die 1873 eingeweihte Synagoge wurde während der Reichspogromnacht am 9./10. November 1938 niedergebrannt. 350 jüdische Männer wurden festgenommen und in das KZ Buchenwald verschleppt.
Am 24. Januar 1945 wurde die Stadt durch die Rote Armee erobert, am 19. März 1945 unter polnische Verwaltung gestellt und danach der Woiwodschaft Schlesien angeschlossen. Der Großteil der deutschen Bevölkerung wurde, soweit nicht geflohen, vertrieben bzw. in der Folgezeit ausgewiesen. 1946 erhielt die Stadt den polnischen Namen Zabrze zurück.
1950 kam die Stadt zur Woiwodschaft Katowice. 1951 erfolgte die Eingemeindung von Makoszowy (Makoschau), Kunzendorf, Paulsdorf, Mikultschütz, Rokittnitz, Pilzendorf später auch Helenenhof.
1953 hat die Stadt Essen (Ruhrgebiet) die Patenschaft über Hindenburg O.S. übernommen, was derzeit als eine Patenschaft für die vertriebenen und ausgesiedelten Hindenburger sowie deren Kulturgut verstanden wird. In Essen befindet sich auch die „Hindenburger Heimatsammlung“.
Am 15. März 1991 trat der Zwei-plus-Vier-Vertrag in Kraft, womit die faktische Zugehörigkeit Zabrzes zu Polen auch völkerrechtlich bestätigt wurde.
1999 kam Zabrze zur Woiwodschaft Schlesien und erhielt den Status einer kreisfreien Stadt.
Einwohnerentwicklung
Bei der letzten Volkszählung von 2002 bekannten sich von den damals 195.293 Einwohnern 158.425 oder 81,1 % zur polnischen Nationalität, 3.835 Personen (1,96 %) bezeichneten sich als „Schlesier“, 2.592 (1,33 %) als Deutsche und 123 (0,06 %) als Roma. 30.113 Personen machten keine Angaben zu ihrer Nationalität. Damit lebte 2002 in Zabrze eine kleine, gleichwohl aber die zahlen- und anteilsmäßig größte deutsche Minderheit aller Städte in der Woiwodschaft Schlesien.

## Politik

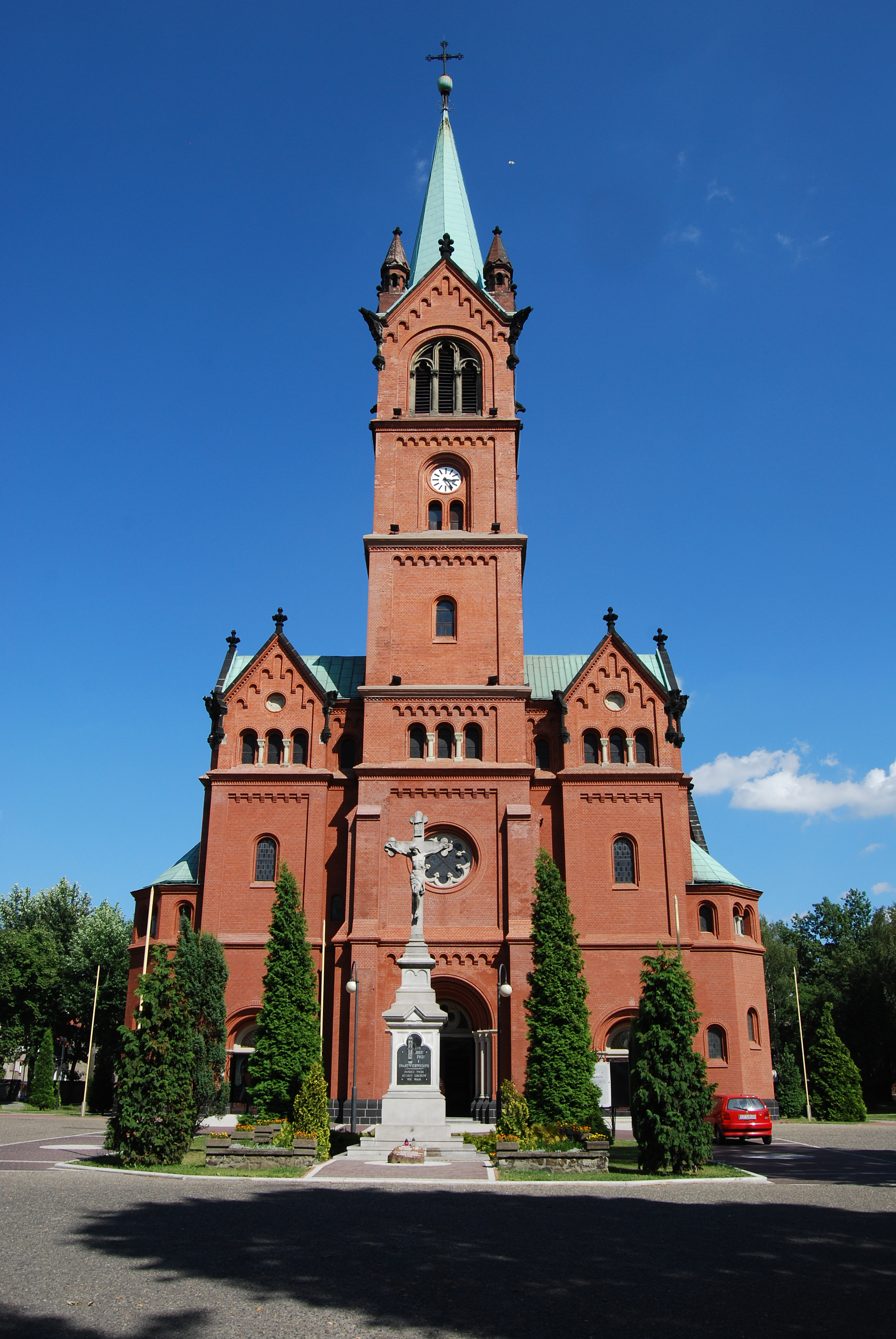
Annakirche

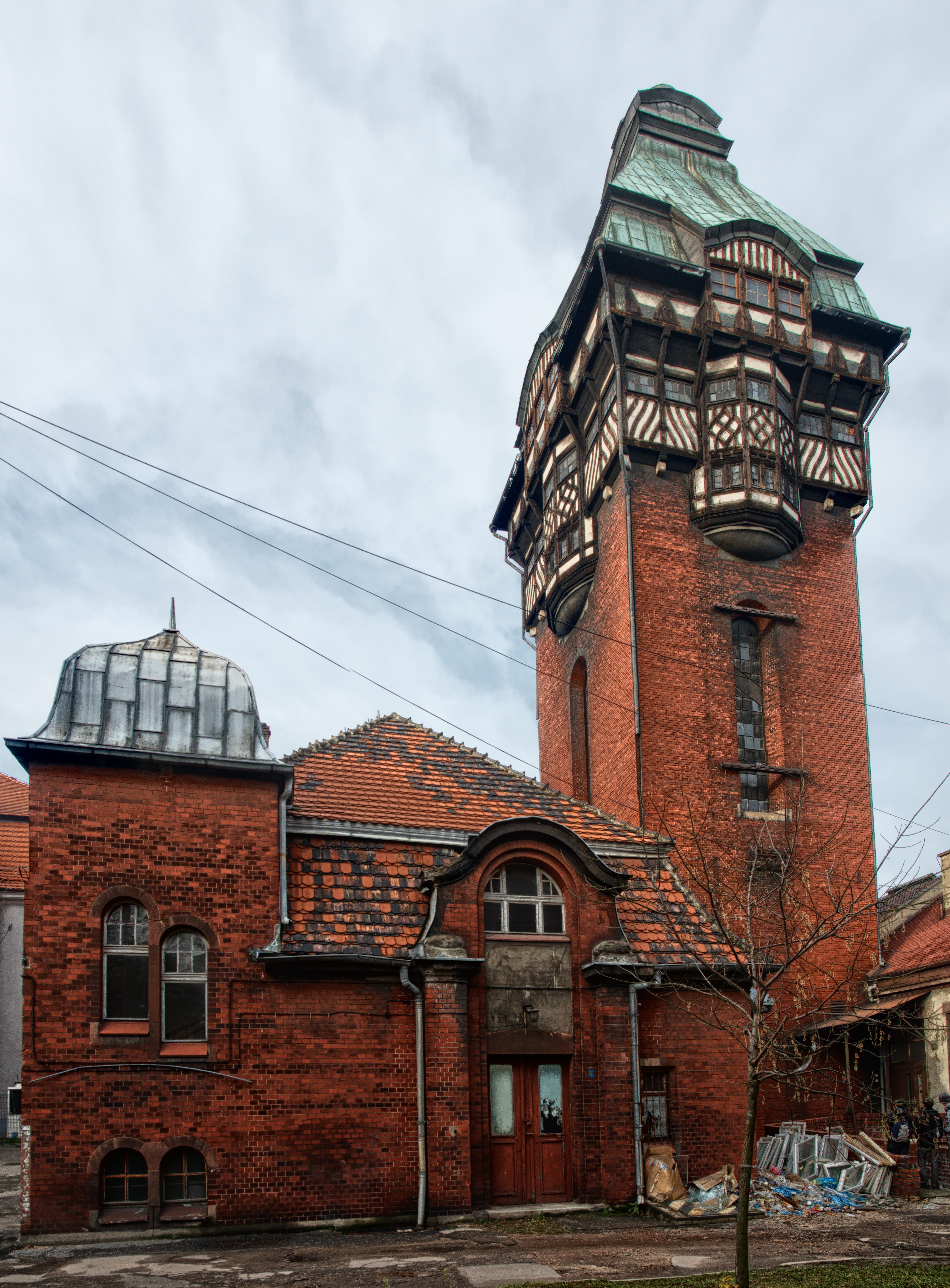
Wasserturm des Klinikums

### Oberbürgermeister
- 1923–1927: Kurt Jeenel

- 1927–1929: Hans Lukaschek (1885–1960), Zentrum
- 1930–1933: Julius Franz (1881–1938), SPD
- 1933–1945: Max Fillusch (1896–1965), NSDAP

### Stadtpräsidenten
(nach 1945)
- 1945 (Ende Februar-Mitte März): Sauer, Komitee Freies Deutschland
- 1945–1950: Paweł Dubiel
- 1950–1951: Grzegorz Sabuda
- 1951–1957: Rufin Suchoń
- 1957–1960: Jerzy Knapik
- 1960–1970: Tadeusz Bluszcz
- 1970–1973: Jerzy Skowronek
- 1974–1978: Bogusław Pałka
- 1978–1981: Hubert Niglus
- 1981–1987: Jan Janota
- 1987–1991: Gerard Hajda
- 1991–2002: Roman Urbańczyk
- 2002–2006: Jerzy Gołubowicz
- 2006–2024: Małgorzata Mańka-Szulik
- seit 2024: Agnieszka Rupniewska

An der Spitze der Stadtverwaltung steht eine Stadtpräsidentin bzw. ein Stadtpräsident, der von der Bevölkerung direkt gewählt wird. Von 2006 bis 2024 war dies Małgorzata Mańka-Szulik. Bei den Selbstverwaltungswahlen 2024 unterlag sie Agnieszka Rupniewska von der Koalicja Obywatelska, die damit ihre Nachfolgerin wurde.
Bei der Wahl 2024 traten die vier bestplatzierten Kandidaten der vorherigen Wahl erneut an. Hinzu kamen drei neue Kandidaten. Die Abstimmung brachte folgendes Ergebnis:
- Agnieszka Rupniewska (Koalicja Obywatelska) 27,4 % der Stimmen
- Małgorzata Mańka-Szulik (Wahlkomitee Małgorzata Mańka-Szulik) 21,7 % der Stimmen
- Kamil Żbikowski (Wahlkomitee „Besseres Zabrze“) 21,4 % der Stimmen
- Borys Borówka (Prawo i Sprawiedliwość) 11,3 % der Stimmen
- Alina Nowak (Wahlkomitee „Gemeinsam für Zabrze“) 11,3 % der Stimmen
- Sebastian Dziębowski (Wahlkomitee „Vereinigte soziale Initiativen Zabrze“) 5,2 % der Stimmen
- Rafał Mosiołek (Konfederacja und unabhängige lokale Verwaltungen) 1,7 % der Stimmen

Wie 2018 erreichten Amtsinhaberin Mańka-Szulik und Agnieszka Rupniewska die Stichwahl, in der sich diesmal die Herausforderin mit 57,9 % der Stimmen durchsetzen konnte.
Auch bei der Wahl 2018 trat Mańka-Szulik mit ihrem eigenen Wahlkomitee an. Die Abstimmung brachte folgendes Ergebnis:
- Małgorzata Mańka-Szulik (Wahlkomitee Małgorzata Mańka-Szulik) 31,5 % der Stimmen
- Agnieszka Rupniewska (Koalicja Obywatelska) 22,4 % der Stimmen
- Kamil Żbikowski (Wahlkomitee „Besseres Zabrze“) 15,5 % der Stimmen
- Borys Borówka (Prawo i Sprawiedliwość) 15,4 % der Stimmen
- Adam Kudzia (Wahlkomitee „Zabrze für alle“) 5,3 % der Stimmen
- Lukas Kowalkowski (Kukiz’15) 4,5 % der Stimmen
- Mirosław Dynak (Wolni i Solidarni) 4,1 % der Stimmen
- Übrige 1,4 % der Stimmen

In der daraufhin nötigen Stichwahl setzte sich die Amtsinhaberin Mańka-Szulik mit 51,6 % der Stimmen knapp gegen ihre stärkste Herausforderin Rupniewska durch.

### Stadtrat
Der Stadtrat besteht aus 25 Mitgliedern und wird direkt gewählt. Die Stadtratswahl 2024 führte zu folgendem Ergebnis:
- Koalicja Obywatelska (KO) 31,8 % der Stimmen, 11 Sitze
- Wahlkomitee „Besseres Zabrze“ 17,4 % der Stimmen, 5 Sitze
- Wahlkomitee Małgorzata Mańka-Szulik 16,8 % der Stimmen, 4 Sitze
- Prawo i Sprawiedliwość (PiS) 16,6 % der Stimmen, 4 Sitze
- Wahlkomitee „Gemeinsam für Zabrze“ 8,1 % der Stimmen, kein Sitz
- Wahlkomitee „Vereinigte soziale Initiativen Zabrze“ 5,8 % der Stimmen, 1 Sitz
- Konfederacja und unabhängige lokale Verwaltungen 3,5 % der Stimmen, kein Sitz

Die Stadtratswahl 2018 führte zu folgendem Ergebnis:
- Koalicja Obywatelska (KO) 27,0 % der Stimmen, 9 Sitze
- Wahlkomitee Małgorzata Mańka-Szulik 21,4 % der Stimmen, 7 Sitze
- Prawo i Sprawiedliwość (PiS) 19,3 % der Stimmen, 5 Sitze
- Wahlkomitee „Besseres Zabrze“ 12,2 % der Stimmen, 3 Sitze
- Kukiz’15 7,8 % der Stimmen, 1 Sitz
- Wahlkomitee „Zabrze für alle“ 4,1 % der Stimmen, kein Sitz
- Sojusz Lewicy Demokratycznej (SLD) / Lewica Razem (Razem) 3,7 % der Stimmen, kein Sitz
- Wolni i Solidarni (WiS) 2,7 % der Stimmen, kein Sitz
- Übrige 2,0 % der Stimmen, kein Sitz

### Wappen
Das Wappen von Zabrze stellt auf goldenem Hintergrund einen gemauerten roten Dreiturm mit Zinnen und blauem Zahnrad dar. Es wurde zwischen 1927 und 1948 genutzt und wieder seit 1990 in leicht modifizierter Form.

### Städtepartnerschaften
Zabrze unterhält mit folgenden Städten Partnerschaften:
- Essen, Deutschland, seit 1953 Patenschaft über Hindenburg OS, seit 2000 eine enge städtische Zusammenarbeit (Kooperation) auf der Grundlage der bestehenden Patenschaft, 2008 wurde eine Kooperationsurkunde unterschrieben, am 25. März 2015 wurde die Städtepartnerschaft beschlossen[12]
- Sangerhausen, Deutschland, seit 1983
- Seclin, Frankreich, seit 1987
- Lund, Schweden, seit 1992
- Rotherham, Vereinigtes Königreich
- Trnava, Slowakei, seit 1995
- Kaliningrad, Russland, seit 1998
- Riwne, Ukraine, seit 2001
- Zahlé, Libanon, seit 2007
- Rovereto, Italien, seit 2020

## Sehenswürdigkeiten
- Hauptpost

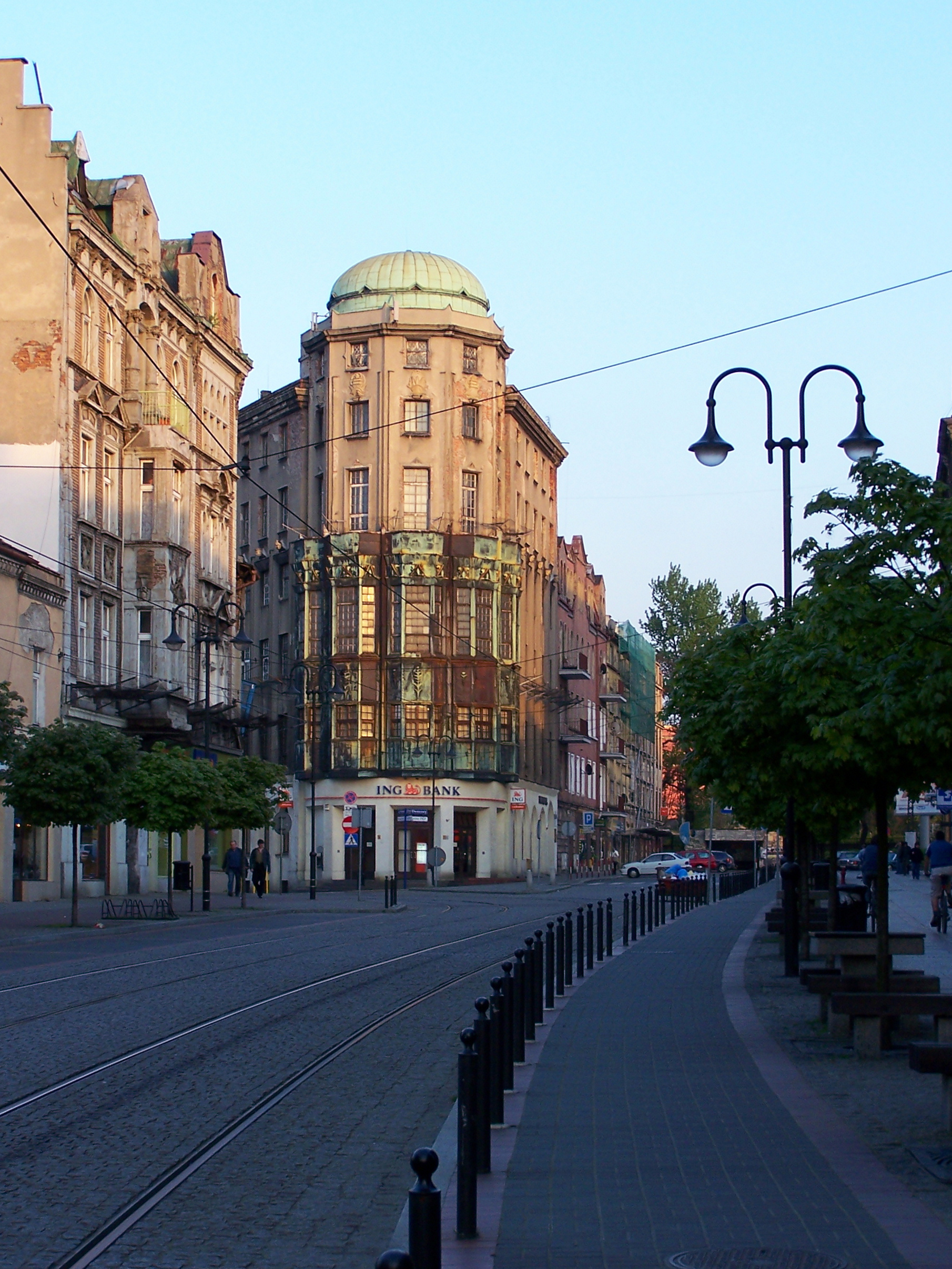
„Admiralspalast“

- „Admiralspalast“, Büro- und Geschäftshaus mit Hotel und Restaurant, erbaut 1925–1927 von den Berliner Architekten Richard Bielenberg und Josef Moser
- Borsigwerk-Siedlung
- Annakirche
- Josefskirche (1930–1931 von Dominikus Böhm)
- Hedwigskirche, Holzkirche
- Denkmal-Dampflok (von Schichau 1943 erbaut; Standort: Niederlassung DB Schenker)
- Neues Theater
- Kohlenbergbaumuseum
- Andreaskirche
- Schrotholzkirche
- „Königin Luise“, stillgelegte Grube und Bergbaumuseum
- Wasserturm
- Klinikum (ehem. Knappschafts-Krankenhaus) mit Wasserturm (1906–1907)
- Bergwerksmuseum Guido, ein Ankerpunkt der Europäischen Route der Industriekultur.

## Wirtschaft

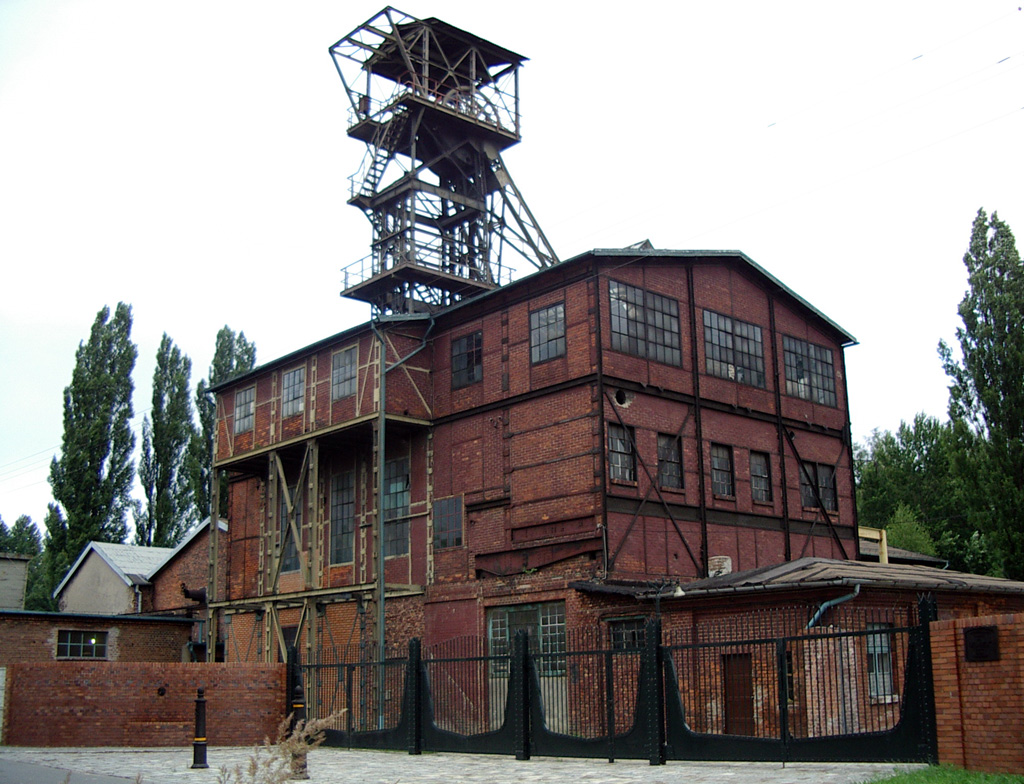
Kohlengrube „Concordia“

Heute ist Zabrze ein bedeutendes wissenschaftliches, kulturelles und industrielles Zentrum im Oberschlesischen Industrierevier. Unter anderem befinden sich hier Institute der Polnischen Akademie der Wissenschaften, die Oberschlesische Philharmonie sowie Betriebe der Elektronik-, Glas- oder Lebensmittelindustrie. Seit 1841 wird in der Region Bergbau betrieben.

## Verkehr

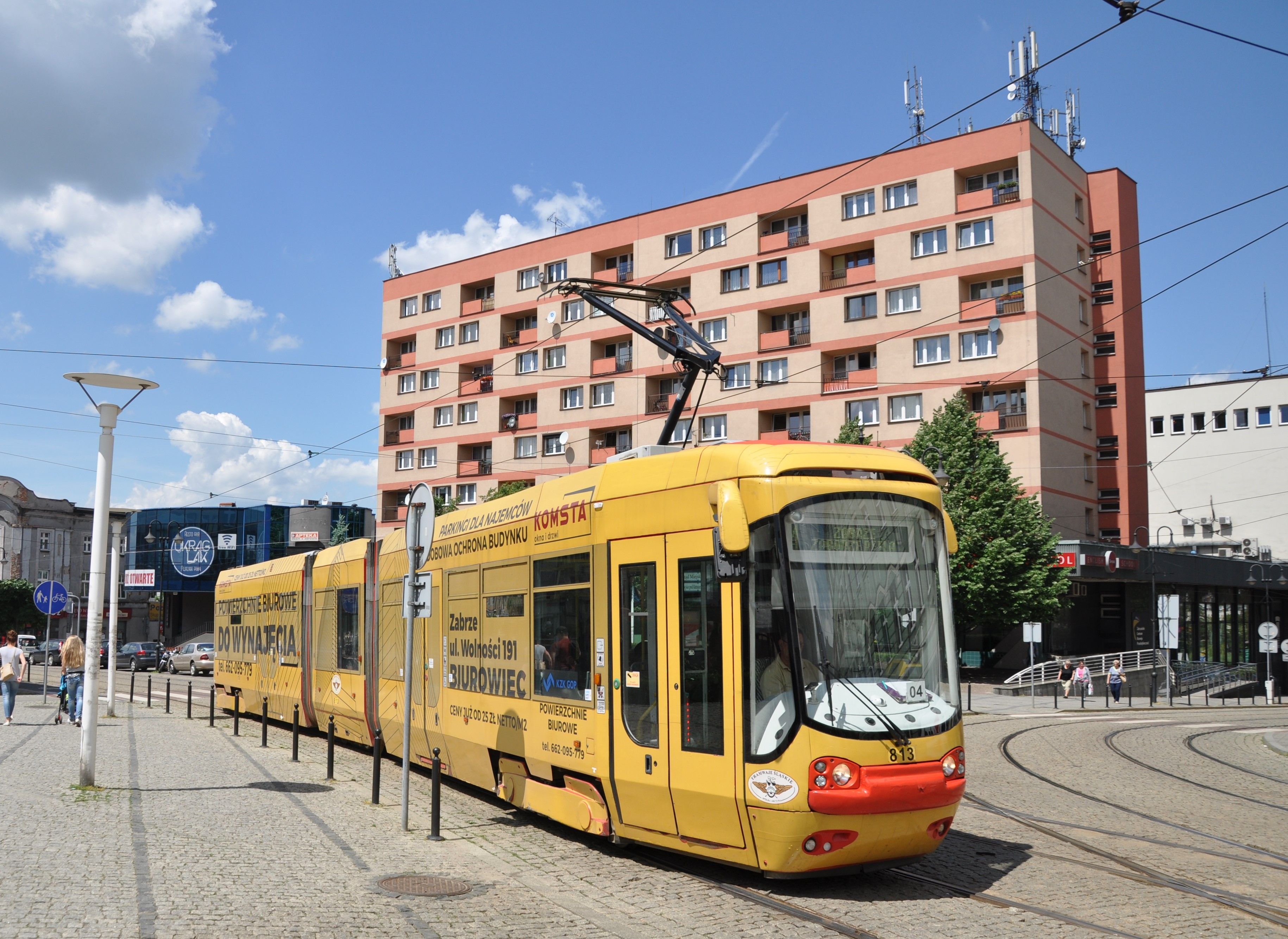
Straßenbahn in Zabrze

Der Bahnhof Zabrze liegt an der Strecke Katowice–Legnica. Weiterhin verlaufen einige Güterstrecken durch die Stadt.
Im Nahverkehr besteht eine Anbindung an das Netz der Oberschlesischen Straßenbahn.
In der Nähe befindet sich die Autostrada A4. Die Drogowa Trasa Średnicowa verläuft durch Zabrze.

## Naherholung
Der woiwodschaftliche Kultur- und Erholungspark sowie der Maciejów-Park (früher „Mathesdorfer Wald“) dienen als Erholungsgebiete für die Einwohner von Zabrze. Der Botanische Garten wurde in den 1930er Jahren angelegt. Eine Sehenswürdigkeit ist der Wasserturm Zabrze.

## Sport

### Fußball in Hindenburg O.S. vor 1945

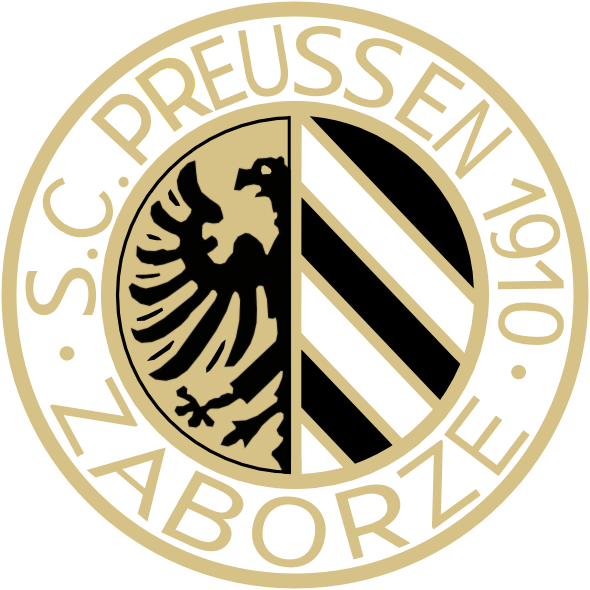
SC Preußen Hindenburg/Zaborze
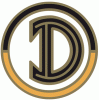
SpVgg Deichsel Hindenburg
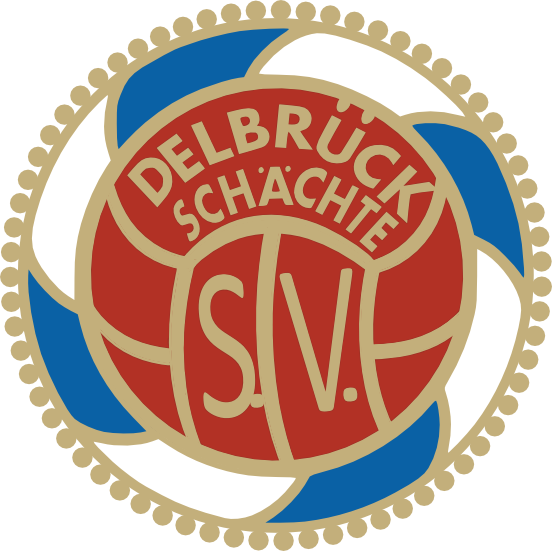
SV Delbrückschächte Hindenburg
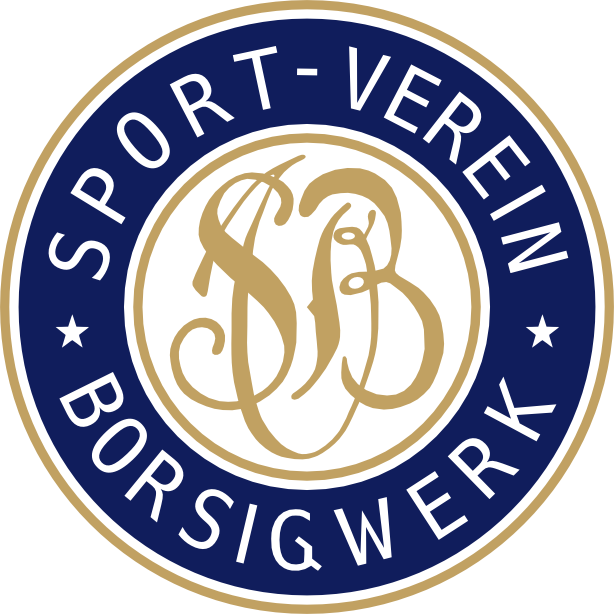
SV Borsigwerk

Der erfolgreiche Hindenburger Verein war der 1910 gegründete SC Preußen Hindenburg. Er spielte in der obersten Fußballliga, damals auf regionaler Ebene die Gauliga Schlesien bzw. ab dem Jahre 1941 die Gauliga Oberschlesien, und nahm einmal an der Endrunde um die deutsche Meisterschaft teil. Daneben existierten noch in Hindenburg O.S. die folgenden Fußballvereine: die SpVgg Deichsel, der TV Deichsel, der TuS Hindenburg 09, der SV Delbrückschächte, der SV Borsigwerk und der Sportfreunde Klausberg.

### Fußball in Zabrze nach 1945

Górnik Zabrze

Die Bedeutung von Sport lässt sich in Zabrze vor allem am Fußballverein Górnik Zabrze ablesen, der bis 2021 mit 14 Titeln polnischer Rekordmeister war, aber seit 1988 keine Meisterschaft gewonnen hat. Bekanntheit in Deutschland gewann der Verein durch die Beschäftigung von Lukas Podolski und die Teilnahme an Podolskis Abschiedsspiel in Köln am 10. Oktober 2024.

## Persönlichkeiten

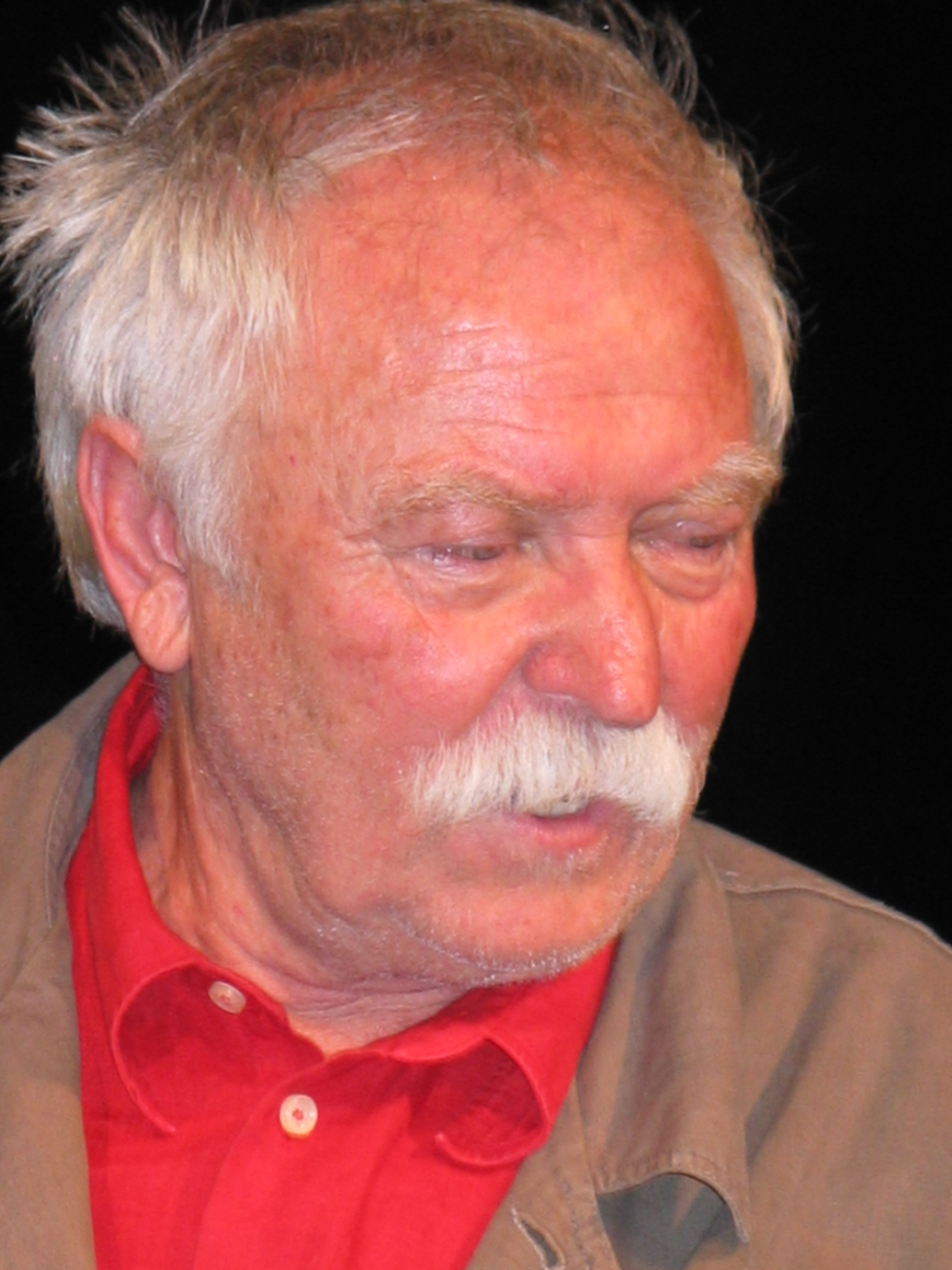
Janosch

### Ehrenbürger
- Heinz Tobolla (1925–2013), Bildhauer und Künstler, seit 2007 Ehrenbürger der Stadt Zabrze
- Janosch (* 1931), deutscher Illustrator, Kinderbuchautor und Schriftsteller, seit 2011 Ehrenbürger

### Söhne und Töchter der Stadt

#### Politik und Wirtschaft

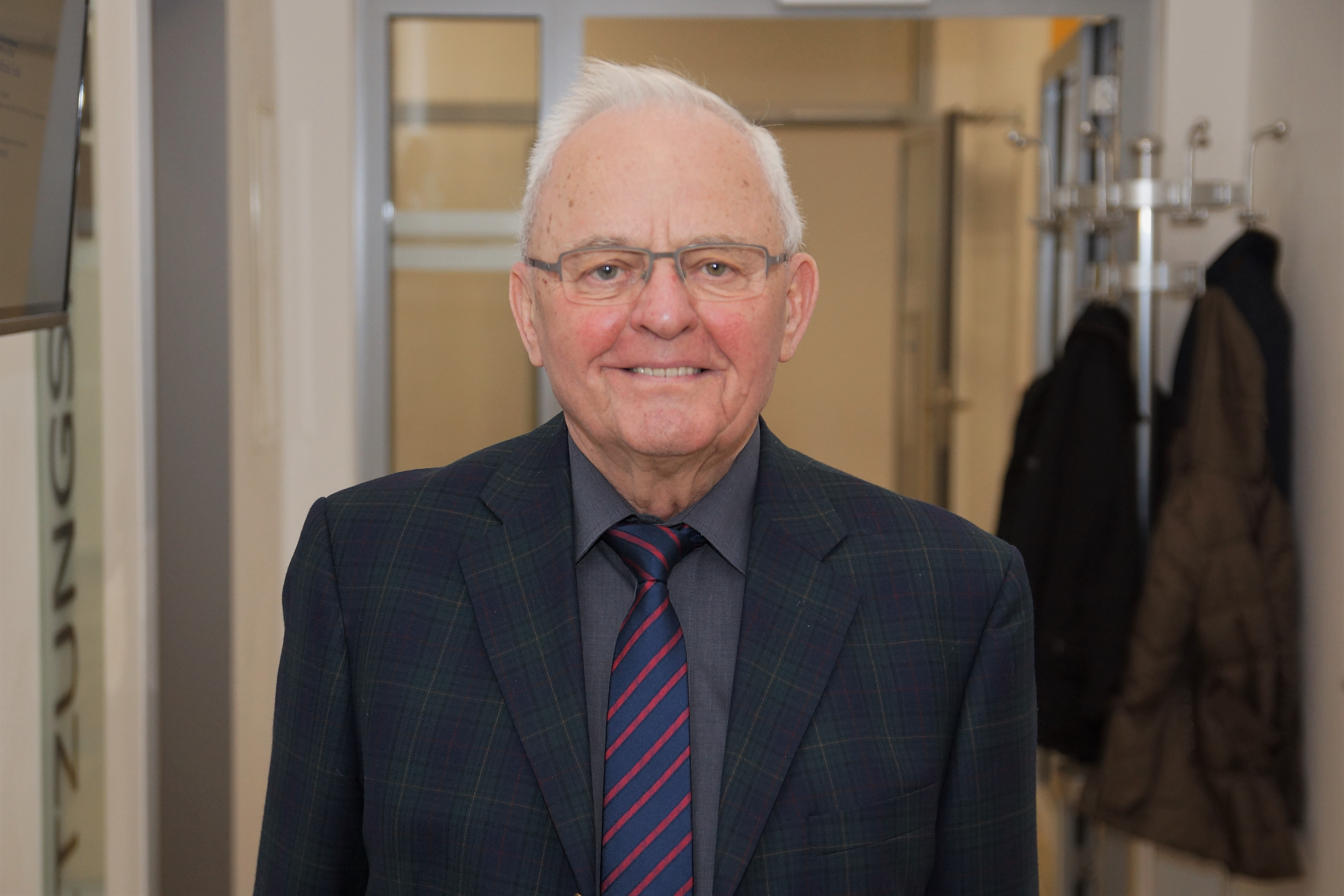
Fritz Kramer (2018)

- Siegfried Deinege (* 1955), deutscher Ingenieur und Kommunalpolitiker, OB von Görlitz
- Helmut Dittrich (1926–1987), deutscher Polizeibeamter, Politiker (SPD) und Mitglied der Bremischen Bürgerschaft
- Franz Drescher (1871–1934), deutscher Industrieller
- Karl Godulla (1781–1848), preußischer „Zinkkönig“
- Jerzy Gorzelik (* 1971), Kunsthistoriker und Regionalpolitiker, Vorsitzender der Bewegung für die Autonomie Schlesiens
- Fritz Kramer (* 1938), deutscher Politiker (CDU)
- Karl Magen (1890–1959), deutscher Politiker (CDU) und ehrenamtlicher Bürgermeister von Bonn
- Ilse Ridder-Melchers (* 1944), deutsche Politikerin (SPD)
- Erich Rußek (1893–1945), deutscher Politiker (NSDAP)
- Werner Sobetzko (* 1939), deutscher Politiker (CDU)
- Hans Joachim Stoevesandt (1904–1942), Politiker (NSDAP) und Abgeordneter des Provinziallandtags der Provinz Hessen-Nassau

#### Wissenschaft, Bildung, Medien
- Rafael Buschmann (* 1982), deutscher Journalist
- Piotr Chruściel (* 1957), polnischer Physiker, Mathematiker und Hochschullehrer
- Joachim Dalfen (1936–2017), österreichischer Altphilologe deutscher Herkunft
- Günter Dörner (1929–2018), deutscher Mediziner, Professor für Endokrinologie
- Joachim Hadaschik (1933–2018), deutscher Dokumentarfilmregisseur
- Lutz Hasse (1930–2016), deutscher Meteorologe und Hochschullehrer
- Adolf Hoffmann-Heyden (1877–1964), deutscher Chirurg und Hochschullehrer
- Maritta Hübner (1930–1989), deutsche Hörspielregisseurin
- Janpeter Kob (1927–1986), deutscher Soziologe
- Günter Kohlmann (1933–2005), deutscher Professor für Strafrecht
- Günter Kolodziej (1924–1996), deutscher Bandleader, Chorleiter, Dirigent und Komponist
- Bernhard Kytzler (1929–2022), deutscher klassischer Philologe
- Erich Muscholl (1926–2019), deutscher Arzt und Pharmakologe
- Friedrich Nowottny (* 1929), deutscher Fernsehjournalist
- Helmut Ogiermann (1910–1995), deutscher Jesuit und Philosoph
- Heinrich Opitz (1929–2018), deutscher marxistischer Philosoph
- Sibylle Penkert (1935–2023), deutsche Literaturwissenschaftlerin
- Ernst Portner (1925–2010), deutscher Historiker
- Paul-Georg Schmidt (1902–1987), deutscher Lungenarzt
- Peter Toschek (1933–2020), deutscher Physiker

#### Kunst und Kultur
- Robert Bednorz (1882–1973), deutscher Bildhauer
- Helmut Calgéer (1922–2010), deutscher Musiker, Musikpädagoge und Dirigent
- Werner Cyprys (1922–2000), deutscher Sänger, Komponist und Musikproduzent
- Edeltraud Eckert (1930–1955), deutsche Schriftstellerin
- Laura Friedmann (1858–1921), deutsche Opernsängerin
- Halina Golanko (* 1948), polnische Schauspielerin
- Barbara Grabowska (1954–1994), polnische Schauspielerin
- Monika Grzymala (* 1970), polnische Installationskünstlerin
- Werner Heiduczek (1926–2019), deutscher Schriftsteller
- Janosch (eigentlich: Horst Eckert, * 1931), deutscher Kinderbuchautor
- Jan Jargoń (1928–1995), polnischer Organist und Komponist
- Adam Jaskolka (* 1979), deutscher Schauspieler
- Krista Keller (1931–1988), deutsche Schauspielerin und Theaterregisseurin
- Joachim Kerzel (* 1941), deutscher Schauspieler
- Dieter Olaf Klama (1935–2021), deutscher Künstler
- Justina Klimczyk (* 1973), deutsche Bühnen- und Kostümbildnerin
- Krystyna Kurczab-Redlich (* 1954), polnische Journalistin, Reporterin und Buchautorin
- Siegfried Lohr (1935–2017), deutscher Architekt, Bauhistoriker und Zeichner
- Daze Maxim (eigentlich: Markus Stanislaw Manowski, * 1977), deutscher Musiker
- Friedrich Mokross (1916–1999), deutscher Schauspieler und Hörspielsprecher
- Johannes Mronz (1930–1998), deutscher Architekt
- Marian Oslislo (* 1955), polnischer Künstler, Rektor und Professor der Akademie der Bildenden Künste Kattowitz
- Kurt Prokscha (1919–1998), deutscher Dirigent
- Artur Schütt (1932–2024), deutscher Pädagoge, Librettist und Autor
- Margarete Stokowski (* 1986), polnisch-deutsche Kolumnistin und Autorin
- Wilhelm Tkaczyk (1907–1982), deutscher Dichter, Übersetzer und Bibliothekar
- Heinz Tobolla (1925–2013), deutscher Bildhauer und Künstler, seit 2007 Ehrenbürger der Stadt Zabrze
- Adrian Topol (* 1981), deutscher Schauspieler
- Dorothee von Velsen (1883–1970), deutsche Schriftstellerin und Frauenrechtlerin
- Andrzej Walter (* 1969), polnischer Lyriker, Schriftsteller, Publizist, Literaturkritiker und Fotograf
- Horst Wrobel (1935–2022), deutscher Designer, Gründer des Internationalen Wind- und Wassermühlen-Museums Gifhorn
- Krystian Zimerman (* 1956), polnischer Pianist

#### Sport
- Tomasz Bandrowski (* 1984), polnischer Fußballspieler
- Adam Bodzek (* 1985), deutsch-polnischer Fußballspieler
- Helena Fliśnik (1952–1999), Sprinterin und Weitspringerin
- Jarosław Fliśnik (* 1973), polnischer Fußballspieler
- Jerzy Gorgoń (* 1949), polnischer Fußballspieler
- Werner Janik (1920–2003), Fußballspieler und -trainer
- Zbigniew Jaremski (1949–2011), polnischer Sprinter
- Henryk Kasperczak (* 1946), polnischer Fußballspieler und -trainer
- Rudolf Kozłowski (* 1935), polnischer Gewichtheber
- Waldemar Ksienzyk (* 1963), deutscher Fußballspieler
- Fritz Laband (1925–1982), deutscher Fußballspieler
- Siegmund Mainka (* 1968), deutscher Paralympics-Sieger im Segeln
- Kurt Mansfeld (1910–1984), deutscher Motorradrennfahrer
- Grzegorz Panfil (* 1988), Tennisspieler
- Siegfried Schubert (Silla) (* 1939), deutscher Eishockeyspieler und -trainer
- Łukasz Skorupski (* 1991), polnischer Fußballtorhüter
- Adrian Spyrka (* 1967), deutscher Fußballspieler
- Edward Szmidt (1931–2018), polnischer Sprinter
- Paul Thomik (* 1985), deutsch-polnischer Fußballspieler
- Kurt Tschenscher (1928–2014), deutscher Fußballschiedsrichter
- Wojtek Wolski (* 1986), kanadischer Eishockeyspieler

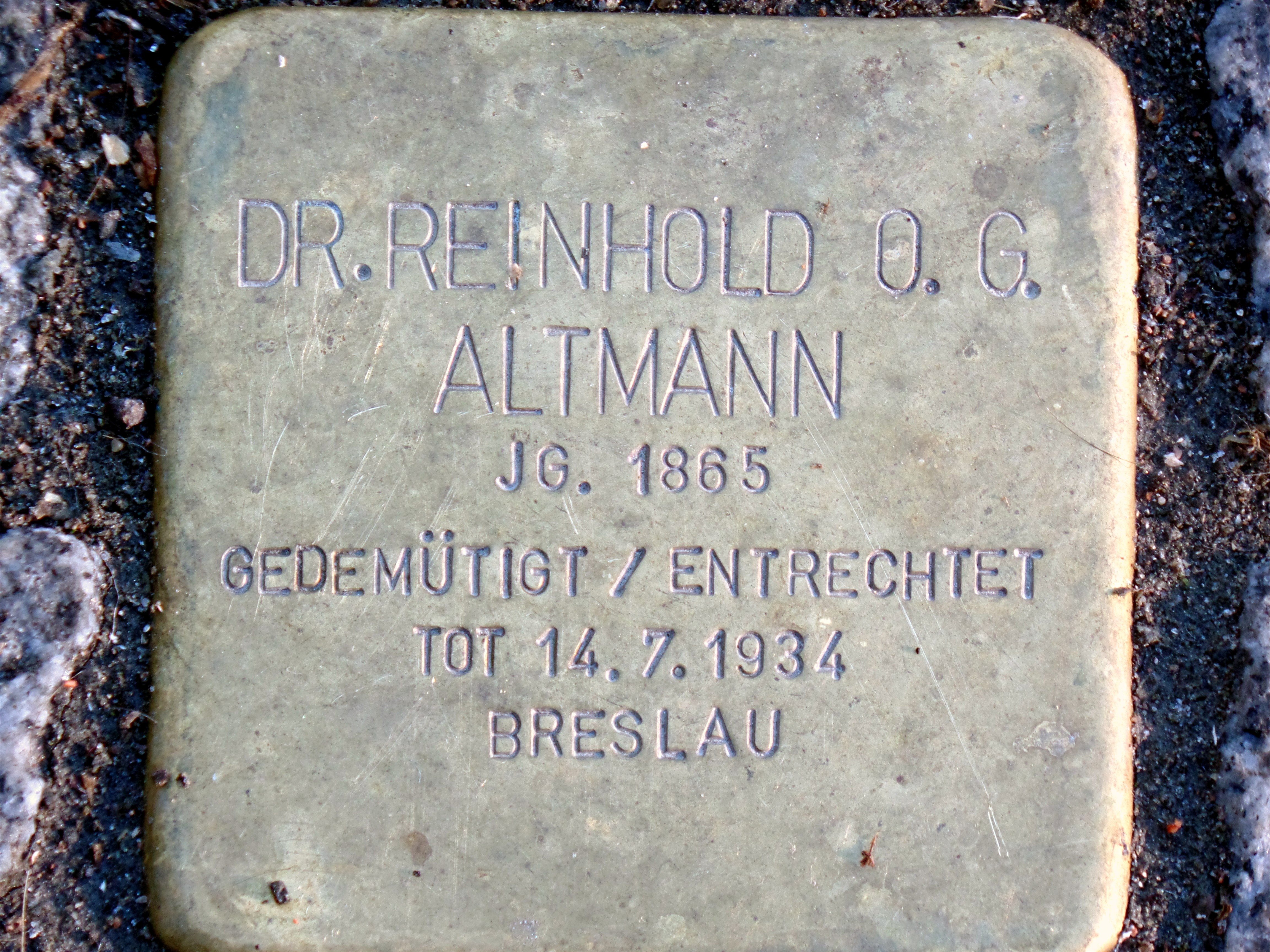
Stolperstein in Leipzig, Liebigstr. 20 für Bruder von Wilhelm Altmann

#### Sonstige
- Heinrich Erlen (1907–1974), deutscher Jurist, Polizist und SS-Führer
- Joachim Kroll (1933–1991), deutscher Serienmörder

### Weitere Persönlichkeiten
- Carl Szmula (1828–1890), Arzt in Zabrze
- Reinhold Altmann (1865–1934), Chefarzt des Knappschaftslazaretts in Zabrze
- Franciszek Trąbalski (1870–1964), polnischer sozialistischer Politiker (PPS, PZPR)
- Rudolf Hartmann (1856–1929), Chefarzt des Knappschaftslazaretts in Zabrze und Politiker
- Manfred Skutta (1932–2006), Jurist, Richter, Direktor des Amtsgerichts
- Horst Sylla (* 1933), Generalleutnant der Nationalen Volksarmee

## Trivia
Ernst Thälmann, damals Fraktionsvorsitzender der KPD, schlug im Juni 1924 im Reichstag vor, die Stadt Hindenburg in Leningrad umzubenennen.
Die Bergarbeiterstadt Zabrze wird als Heimatort der pseudo-polnischen Musikerfamilie „Popolski“ erwähnt. Von dort wird Der Popolski Show „Live aus der Plattenbau“ fiktiv gesendet.